# Дружный (Коченёвский район)
Дру́жный — посёлок в Коченёвском районе Новосибирской области России. Входит в состав Краснотальского сельсовета. 

## География
Площадь посёлка — 65 гектаров.

## Население
| 2002 | 2007 | 2010 |
| ---- | ---- | ---- |
| 277  | ↘260 | →260 |

## Инфраструктура
В посёлке по данным на 2007 год функционируют 1 учреждение здравоохранения и 1 учреждение образования.